# 杰敏卡γ射线源
杰敏卡γ射线源(Geminga)是位於雙子座，距離太陽大約250秒差距(约800光年)的一顆中子星 。
它的名稱是由發現者乔瓦尼·比尼亚米根據雙子座γ射线源（Gemini gamma-ray source）和倫巴底語中的米蘭方言「gh'è minga」（意思為不在這裡）所組成(pronounced [ɡɛˈmiŋɡa])。

## 脈衝星
在NASA的第二顆天文小衛星 (Second Small Astronomy Satellite，SAS-2)發現了杰敏卡γ射线源之後的20年對他的輻射性能依然所知有限。終於，在1991年3月，倫琴衛星偵測到在周期為0.237秒的軟X發射，因此，它應該是一種中子星的輻射：大概是30萬年前爆炸的一顆超新星衰減的核心。
這樣鄰近的爆炸可能也造成了太陽系鄰近地區星際介質的低密度，這個低密度區域稱為本地泡。可能的證據包括阿雷西博天文台觀察到本地微流星體大小的星際流星粒子來自此一方向的調查結果。

## 發現和確認

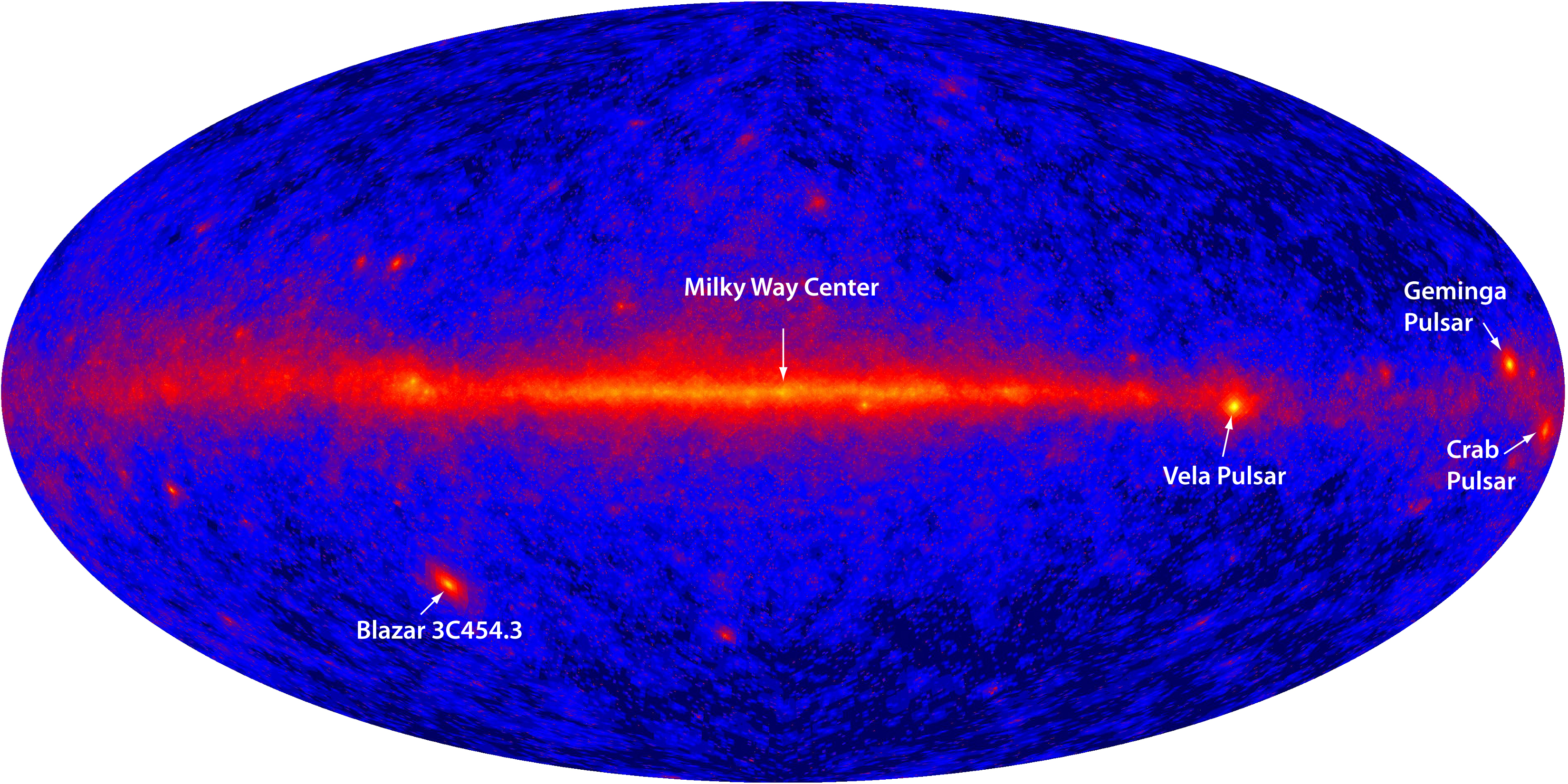
杰敏卡γ射线源在銀河中的位置。創建者：NASA/DOE/International LAT Team.

杰敏卡γ射线源是第一個身分不明的γ射線源，它不能與任何已知天體輻射的波長相符合。他第一次被檢測出是因為在SAS-2的星系背景輻射中超過預期的強度(Fictel et al. 1975)，隨後的Cos-B衛星也檢測到。SAS-2的研究小組報告它們發現一個周期大約59秒的γ-射線脈衝，儘管檢測到的γ射線源是有限的(在4個月內發現121個)，導致它們得出這樣的結論：在統計上，脈動尚不足以令人信服。受到角解析力(在100MeV大約是2.5°)的限制，和少數的γ射線源的確切位置是不確定的，使它們陷入錯誤較大的區域內。在檢測的時間內，有4個微弱的訊號也在這個區域內，兩個是超新星殘骸，一個已知是在銀河系附近的衛星星系。沒有任何已知可以使人信服的來源可以和γ射線源結合，因此SAS-2的小組建議一個尚未被發現的電波-脈衝星是最有可能的來源。
儘管投入了大量的時間觀測，在經歷了Cos-B的時代，對它的來源依然不能確定，他的訊號仍在，不過排除了稱為59秒的周其脈動。在這段期間，有許多關於來源的聲明，但是它的本質依然是神祕的，直到愛因斯坦X射線衛星確定它是1E 0630+178的候選者這個X射線源的特徵是獨一的： 
強大的X射線至光學的亮度，靈敏的VLT測不出電波的輻射，在愛因斯坦的成像器中呈現一個像光點的輻射，估計距離在100秒差距之內，位於銀河系之內。直到倫琴衛星的X-射線影像偵測到237微秒的脈衝之前，γ-射線和X-射線源的關聯性都未能確定，在EGRET 的儀器也偵測到γ-射線，並且追溯了Cos-B和SAS-2的資料。
杰敏卡γ射线源是第一顆電波寧靜脈衝星的例子，並且是說明將γ-射線源和輻射其他波長的天體聯結在一起是如何困難的例子：即使在允許錯誤的區域內沒有偵測到可信的天體做為γ-射線源；或是有一些天體存在，並且有些γ-射線源的特徵，例如周期性或變化，必須確定準候選人是其中之一 (或許在杰敏卡γ射线源的事件中反之亦然)。

## 自行
杰敏卡γ射线源以每秒120公里的速度在太空中運行 (引用鏈結下面的"Hipparcos pinpoints an amazing gamma-ray clock")，相較於巴納德星，這是運行得很快的恆星。

## 可能的行星系
在1997年，John Mattox 等人宣稱經由γ射線測時發現一顆環繞著杰敏卡γ射线源的行星。這顆假想中的行星被稱為杰敏卡γ射线源b，以3.3天文單位的距離，5.1年的周期繞行著，質量是地球的1.7倍，是一顆類地行星。但是，這個發現現在受到懷疑，因為最進的資料分析顯示檢測到的時間變化可能是信號雜訊，而不是一顆行星。
| b (未确认) | 1.7 M⊕ | 3.3 | 5.1 年 | 0.00 |

## 外部連結
- Spaceflight Now: 'Cannonball pulsar' seen flying across space （页面存档备份，存于）
- ESA: Hipparcos pinpoints an amazing gamma-ray clock （页面存档备份，存于）
- Extrasolar Visions: Geminga + Geminga b